# Mono Music
Mono music är ett musikförlag och grammofonbolag som publicerar den musik Benny Andersson komponerar, producerar eller på annat sätt är inblandad i. Företaget grundades år 1987 av Andersson och Görel Hanser och har till dags dato givit ut 25 cd-album, ett antal cd-singlar, en DVD samt tidigare en del produktioner på vinyl.

## Diskografi

### CD/Kassett
| År   | CD/Kassett   | Titel                               | Artist                                 |
| ---- | ------------ | ----------------------------------- | -------------------------------------- |
| 1987 | MMCD 001     | Klinga mina klockor                 | Benny Andersson                        |
| 1988 | MMCD 002     | Orsa spelmän                        | Orsa spelmän                           |
| 1989 | MMCD 003     | November 1989                       | Benny Andersson                        |
| 1990 | MMCD 004     | Livslevande                         | Tommy Körberg                          |
| 1990 | MMCD 005     | Fiolen min                          | Orsa spelmän m.fl.                     |
| 1990 | MMCD 005 x   | Fiolen min (engelsk version)        | Orsa spelmän m.fl.                     |
| 1990 | MMCD 006     | Fågelsång i Sverige                 | Lasse Svensson/Benny Andersson         |
| 1991 | MMCD 007     | Kalle Moraeus                       | Kalle Moraeus                          |
| 1993 | MMCD 008     | Shapes                              | Josefin Nilsson                        |
| 1993 | MMCD 009     | Från När till fjärran               | Ainbusk Singers                        |
| 1994 | MMCD 010-2   | Chess in concert                    | Div artister från Chess-ensemblen      |
| 1996 | MMCD 011     | Kristina från Duvemåla              | Div artister från Duvemåla-ensemblen   |
| 1997 | MMCD 012     | Sjunde ön                           | Görel Crona                            |
| 1998 | MMCD 013     | Ödra                                | Orsa Spelmän                           |
| 1999 | MMCD 014     | The Georgian Songs                  | Ensemble Tbilisi                       |
| 1999 | MMCD 015     | Kristina från Duvemåla 16 favoriter | Div artister från Duvemåla-ensemblen   |
| 2000 | MMCD 016     | Vintervisor                         | Triakel                                |
| 2001 | MMCD 017     | Benny Anderssons Orkester           | Benny Anderssons Orkester              |
| 2001 | MMCD 018     | Vi ÄR CowboyBengts™                 | CowboyBengts™                          |
| 2002 | MMCD 019     | Chess på svenska                    | Div artister från Chess-ensemblen      |
| 2002 | COL 508086 2 | Visor                               | Helen Sjöholm                          |
| 2003 | MMCD 020     | Sommarnatt                          | Per Myrberg                            |
| 2003 | MMSACD 019   | Chess på svenska (Super Audio CD)   | Div artister från Chess-ensemblen      |
| 2004 | MMCD 021     | BAO!                                | Benny Anderssons Orkester              |
| 2005 | 987 202-5    | MAMMA MIA!                          | Div artister från Mamma Mia!-ensemblen |
| 2006 | 985 597-7    | FEEL                                | Florence                               |
| 2006 | MMCD 022     | BAO på turné                        | Benny Anderssons Orkester              |

### DVD
| År   | DVD      | Titel              | Artist                            |
| ---- | -------- | ------------------ | --------------------------------- |
| 2003 | MMDVD 01 | Chess (dubbel-DVD) | Div artister från Chess-ensemblem |

### CD-singlar
| År   | CD/Kassett   | Titel                                | Artist                                  |
| ---- | ------------ | ------------------------------------ | --------------------------------------- |
| 1990 | MMCD S-107   | Heaven and Hell                      | Josefin Nilsson/Shapes                  |
| 1990 | MMCD S-108   | High Hopes and Heartaches            | Josefin Nilsson/Shapes                  |
| 1990 | MMCD S-108 R | High Hopes and Heartaches            | Josefin Nilsson/Shapes                  |
| 1990 | MMCD S-109   | Älska Mej/Lassie                     | Ainbusk Singers                         |
| 1990 | MMCD S-110   | The winner takes it all/Medley       | Gladys del Pilar/Dave Nerge m fl        |
| 1990 | MMCD S-111   | Where the whales have ceased to sing | Josefin Nilsson/Shapes                  |
| 1990 | MMCD S-112   | Varje steg du tar/Clown              | Ainbusk Singers                         |
| 1990 | MMCD S-113   | Surprise, surprise                   | Josefin Nilsson/Shapes                  |
| 1990 | MMCD S-114   | Fru Vennermans sång                  | M-L Ekman/Benny Andersson               |
| 1990 | MMCD S-115   | Chess in concert                     | Div artister                            |
| 1996 | MMCD S-116   | Du måste finnas/Min lust till dig    | Helen Sjöholm/Anders Ekborg             |
| 1996 | MMCD S-116 R | Du måste finnas/Min lust till dig    | Helen Sjöholm/Anders Ekborg             |
| 1997 | MMCD S-117   | Guldet blev till sand                | Peter Jöback                            |
| 1997 | MMCD S-118   | En doft av apelsin                   | Görel Crona                             |
| 1997 | MMCD S-119   | Höst Röst                            | Görel Crona                             |
| 1997 | MMCD S-120   | Hemma                                | Helen Sjöholm                           |
| 1997 | MMCD S-121   | Vildgräs                             | Anders Ekborg                           |
| 1998 | MMCD S-122   | Stockholm                            | Görel Crona                             |
| 1998 | MMCD S-123   | Präriens Drottning                   | Div artister från Duvemåla-ensemblen    |
| 1999 | MMCD S-124   | Innan gryningen                      | Emma Härdelin/Triakel                   |
| 2001 | MMCD S-125   | Vår sista dans                       | Helen Sjöholm/Benny Anderssons Orkester |